# Christian Hagans

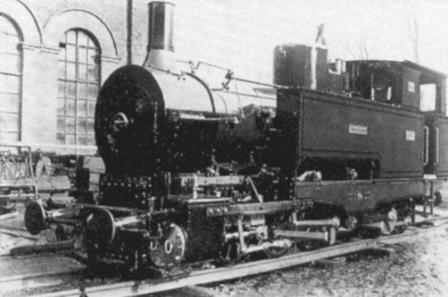
Preußische T 36, eine typische Maschine mit dem von Hagans entwickelten Schwinghebelantrieb

Christian Theodor Hagans (* 27. September 1829 in Erfurt; † 26. August 1908 in Erfurt) war ein deutscher Ingenieur und Unternehmer in der von ihm gegründeten Maschinenfabrik Christian Hagans.

## Leben
Hagans war ein Sohn des Schmieds und Eisenwarenhändlers Christoph Christian Hagans und dessen Ehefrau Anna Sabina Hagans geb. Rahaus. Nach der Schulzeit absolvierte Hagans zunächst eine Lehre bei einem Schlossermeister, parallel dazu besuchte er die Kunstgewerbeschule Erfurt. Aufgrund seiner Fähigkeiten erhielt er 1849 ein Stipendium zum Besuch des Königlichen Gewerbeinstituts Berlin. Nach dem erfolgreichen Besuch des Instituts erhielt der junge Ingenieur Hagans seine erste Stelle 1851 bei der Werft Früchtenicht & Brock in Stettin, eines Vorläuferbetriebs der AG Vulcan Stettin. Drei Jahre später wechselte er zum Unternehmen Funcke & Hueck in Hagen, einem Hersteller von Eisenbahnbedarf.
Nach dem Tod seines Vaters kehrte Hagans nach Erfurt zurück, um das väterliche Geschäft zu übernehmen. 1857 gründete er eine Eisengießerei in Erfurt, die zunächst vor allem landwirtschaftliche Maschinen und Ausrüstungen lieferte, und aus der später die Maschinenfabrik Hagans hervorging. 1872 lieferte Hagans seine erste Dampflokomotive aus, zunächst baute sein Unternehmen jedoch Bau-, Schmalspur- und Tramlokomotiven.
Durch den Maschinendezernenten der Königlichen Eisenbahn-Direktion Erfurt wurde Hagans dazu angeregt, Lokomotiven zu entwickeln, die auch unter den schwierigen Streckenverhältnissen in Thüringen (Steigungen, Krümmungen) gute Leistungen bringen sollten. Hagans entwickelte dazu die nach ihm benannte Lokomotivbauart Hagans, bei der das Triebwerk in zwei Gruppen geteilt war, wobei die eine Gruppe direkt, die andere über Schwinghebel angetrieben wurde. Bis zur Einführung der mit Gölsdorf-Achsen ausgerüsteten Baureihe T 16 blieb die Hagans’sche T 15 die leistungsfähigste Lok auf den Thüringer Bergstrecken. Für Schmalspurstrecken der Preußischen Staatseisenbahnen entwarf Hagans die ebenfalls mit dem Schwinghebelantrieb ausgerüstete T 36.
Weitere Entwicklungen von Hagans waren eine besondere Hohlachsbauform und Dampfüberhitzer.
Um die Jahrhundertwende zog sich Hagans aus der Leitung seines Unternehmens zurück und überließ es seinen drei Söhnen Hermann, Otto und Friedrich. Im Jahr 1908 starb Christian Hagans, im folgenden Jahr sein ältester Sohn Hermann. 1915 verkauften Otto und Friedrich Hagans die Lokomotivfabrik an die Magdeburger Maschinenfabrik R. Wolf AG, und 1928 wurde das Werk wegen schlechter Auftragslage geschlossen.